# 西吉田
西吉田（にしよしだ）は岡山県津山市にある地名。郵便番号は708-0856。

## 地理
吉井川の支流広戸川が東から西に向かって流れ、途中で南に向かう。東部は田畑、西部は住宅団地が広がる。大きな商業施設はほとんど見られない。住宅団地の影響もあり、大崎地区においてはもっとも人口が多い地区である。東は新田、福力、北は河辺、西は国分寺、南は金井、瓜生原に接する。

### 河川
- 広戸川

## 歴史

### 沿革
- 江戸期 - 勝南郡に二つあった、吉田村が紛らわしいため、位置する方角を冠して、西吉田村、東吉田村（現・勝央町東吉田→勝間田町参照）とする。
- 1889年6月1日 - 町村制施行により、勝南郡西吉田村が同郡金井村、中原村、新田村、福力村と合併、大崎村となる。西吉田村は大字西吉田となる。
- 1900年4月1日 - 勝南郡が勝北郡と合併し、勝田郡となる。
- 1954年7月1日 - 大崎村が周辺の村とともに津山市に編入される。
- 1983年 - 西吉田住宅団地が完成[5]。

## 世帯数と人口
2021年（令和3年）1月1日現在の世帯数と人口は以下の通りである。
| 町丁   | 世帯数  | 人口    |
| ------ | ------- | ------- |
| 西吉田 | 447世帯 | 1,104人 |

## 小・中学校の学区
市立小・中学校に通う場合、学区は以下の通りとなる。
| 番地 | 小学校             | 中学校               |
| ---- | ------------------ | -------------------- |
| 全域 | 津山市立大崎小学校 | 津山市立津山東中学校 |

## 交通

### 道路
- 国道179号
- 岡山県道350号西吉田川崎線

## 施設
- 大崎保育園
- 稲垣ガラス店
- 立石タクシー大崎営業所
- かんざき歯科医院